# Concoret
Concoret is een plaats in Frankrijk, in Bretagne.
Er staat het Kasteel van Comper.

## Geografie
De onderstaande kaart toont de ligging van Concoret met de belangrijkste infrastructuur en aangrenzende gemeenten.

## Demografie
Onderstaande figuur toont het verloop van het inwonertal, bron: INSEE-tellingen. 

1. ↑  Populations de référence 2022.